# Thornan
Thornan – dzwon średniowieczny w katedrze w Uppsali, zrabowany z Polski podczas wojny północnej.
Gotycki dzwon, zawieszony w 1709 roku w północnej wieży katedry w Uppsali, w następstwie zniszczenia dotychczasowych dzwonów podczas pożaru w 1702 r. Przy średnicy 1660 mm i wadze około 3574 kg, jest uważany za największy zabytkowy dzwon w Szwecji. Umieszczona na nim minuskułowa inskrypcja według Krzysztofa Macieja Kowalskiego brzmi: hilf got maria berot vnde der liebe her sinte iokob, ponadto znajdują się na nim wyobrażenia pieczęci Rady Miasta Chełmna z opisem SIGILLUM BURGENSIUM IN COLMEN, co zapewne wskazuje na miejsce jego odlania. Według nowożytnej inskrypcji został z Bożą pomocą zabrany z miasta Torunia (szw./niem. Thorn) przez króla Karola XII dnia 4 października 1703 roku (według Åmarka: MED GUDS HIELP AF KONUNG CARL D XII TAGEN MED STADEN THORN D 4 OCTOBER Ao 1703). Jest to jeden z dwóch największych dzwonów z kościoła św. Jakuba w Toruniu zdjętych i zrabowanych przez wojska szwedzkie podczas wojny północnej. Dwa mniejsze dzwony z tego kościoła udało się ocalić po opłaceniu wysokiej kontrybucji.